# 포켓몬 제트
포켓몬 제트(영어: Poketmon Jet)는 전일본공수에서 만든 항공기로 포켓몬스터의 포켓몬들을 테마로 하였다.

## 목록
모든 포켓몬 제트의 경우 오사카 국제공항의 전일본공수에서 도장 작업이 이루어졌다. 포켓몬 제트에서 가장 많은 페인트가 있는 포켓몬 캐릭터는 피카츄와 뮤로 엔진의 경우 몬스터 볼 도장을 적용하고 있다.
| 이름                       | 개요 | 사진 |
| -------------------------- | --- | ---- |
| 포켓몬 제트 1998           | 포켓몬스터 최초의 극장판인 뮤츠의 역습과 피카츄의 여름방학의 개봉에 맞춰 1998년 6월 취항했다. 피카츄, 이상해씨, 뮤등 인기가 있고 친밀감 있는 캐릭터가 그려졌다. 이듬해 "포켓몬 제트 1999"이 등장하면서 "포켓몬 제트 1998"로 불렀다. 주 기종은 보잉 747-481D의 보잉 767-381 기종으로 운항했으며 일본 국내선에서 운항했다. 순차적 일반 도장으로 환원되면서 현재는 모두 소멸했다.                                                                |      |
| ANA 포켓몬 제트 인터내셔널 | 1999년 2월 24일 나리타 국제공항발 존 F. 케네디 국제공항 국제선 노선에 최초로 취항했다. 기체 옆 회사명 표기가 전일본공수 표기 대신 영어 표기의 All Nippon Airways에서 수직 꼬리 날개가 일반적 도장 (ANA 로고)인 점에서 초대 포켓몬 제트와 다르며 또한 포켓몬 제트 중에서 가장 유일하게 국제선 용으로 사용되었다. 주 기종은 보잉 747-481으로 2006년 5월 일반 도장에 반환 후 계속 국제선에 운항했으나 현재는 퇴역이 되면서 사실상 말소가 되었다. |      |
| ANA 포켓몬 제트 1999       | 1999년 6월 21일 최초로 취항했으며 마린 점보와 마찬 가지로 도안은 일본 전국의 어린이가 공모했다. 배경은 바다의 포켓몬도 하늘과 경치를 보여주고 싶다고 디자인이 당선 되면서 마릴 및 라프라스 등 바다의 포켓몬 중심으로 그려졌다. 주 기종은 보잉 747-481D의 보잉 767-381 기종으로 운항했으며 일본 국내선에서 운항했다. |      |
| 피카츄 점보                | 2004년 5월 24일 최초로 취항했으며 노란색 기반으로 2004년까지 역대 포켓몬 영화의 메인이 되는 포켓몬이 적용되었다. 또한 나하 공항에서 피카츄 점보를 기념한 노란 견인 자동차가 있다. 주 기종은 보잉 747-481D 기종으로 운항했으며 일본 국내선에서 운항했으며, 2013년 9월 30일 마지막 정기편 운행을 했다. |      |
| 꽃 점보                    | 2004년 12월 5일 도쿄 국제공항 제2여객 터미널 개업 기념 캠페인으로 취항했으며 일반 공모에서 아르코, 두코, 로젤리아와 같은 꽃을 따온 포켓몬이 그려져 있다. 주 기종은 보잉 747-481D으로 2012년 현재 일본 국내선 노선에 운항하고 있으며 구글 어스를 사용하면 도쿄 국제공항에 멈춘 장면을 볼 수 있다. |      |
| 피스 ★ 제트                | 2011년 7월 18일 취항했다. 피카츄, 수댕이, 비크티니 등 하나 지방의 포켓몬이 피스 사인을 한 일러스트가 그려져 있다. 원래 3종류의 디자인 중에서 일반 공모에서 선정될 예정이나 같은 해 3월 11일 발생한 2011년 동일본 대지진이 발생 하면서 투표가 중단됐다. 주 기종은 보잉 777-300 기종으로 운항하고 있다. |      |